# او-۵۲ (کریگسمارینه)
او-۵۲ (به آلمانی: U-52) یک او-بوت کریگسمارینه از نوع ۷ب بود.